# Српски кукурек
Српски кукурек (лат. Helleborus serbicus, syn. Helleborus torquatus) врста је биљке из породице љутића, род кукурека. Стеноендем је балканске флоре. Први пут је описан у енглеској литератури 1884. године, а у Србији га је први, 1906. године, описао ботаничар Лујо Адамовић, који је од 1901. до 1905. године био професор ботанике на београдској Великој школи.
Према изворима тренутно прихваћено научно име врсте је Helleborus multifidus serbicus, а предложени нови назив (од стране таксономске групе) је Helleborus torquatus Archer-Hind.

## Етимологија
Име је добио, због своје отровности, од грчке речи hellein – убити и бора – јело.

## Опис
Овај величанствени кукурек тамно љубичастих цветова је слабо описан у литератури (у књизи Ендемичне биљке из едиције Природа Југославије  о њему је написана само једна реченица).
Српски кукурек је вишегодишња биљка. Његова главна диференцијална карактеристика су јако расцепкани и уски лисни сегменти (чак и више у односу на сродног тракастог кукурека, H. multifidus). Листови су кожасти и изрезани на мноштво лисака и исперака, руб им је изражено једноставно пиласт до оштро двоструко тестераст. Цвет није увек љубичаст. Јавља се у разним бојама, од зелене и жуте до готово црне. Понекад се јављају и комбинације боја, нарочито у фази отварања, када је прво зелен и постепено поприма тамнију боју, или остаје превучен пурпурним примесама. Изнутра је нешто светлији или ретко има бели круг у центру (форма torquatus).
Као и остале врсте из рода кукурека и српски кукурек се убраја у отровне биљке. Токсични су подземни делови и листови, па може бити опасан за кућне љубимце.

## Дистрибуција и станиште
Српски кукурек потиче из западних делова Балканског полуострва. То је вишегодишња биљка, која расте првенствено у умереним пределима. Расте у светлим шумама, нарочито у проређеним боровим, и на рубовима истих, у крчевинама и то углавном на већим висинама од осталих врста кукурека, на травном срепентину. Наводи се као ендем Централне Србије (Гоч, Столови). Због изванредне декоративности, нашао се у баштама и продаји широм света, како у изворној тако и у хибридној форми (Helleborus multifidus × Helleborus hybridus × hercegovinus итд).